# باقر کاتوزیان
باقر کاتوزیان (زاده ۱۲۹۱ – درگذشته ۱۵ آبان ۱۳۷۳ در تهران) سپهبد نیروی زمینی شاهنشاهی بود.وی برای مدت طولانی معاون پارلمانی وزارت جنگ بود. در آبان ماه ۱۳۵۷ در کابینه ارتشبد ازهاری که هم دوره تحصیلی وی بود، به‌جای تیمسار غلامعلی اویسی به وزارت کار و امور اجتماعی منصوب گردید

## زندگی نظامی
وی در سال ۱۲۹۱ در یک خانواده مذهبی متولد شد. پس از اخذ دیپلم در سال ۱۳۱۲ وارد دانشکده افسری شد و دو سال بعد فارغ‌التحصیل شد. در ۱۳۲۴ به درجه سرگردی و در سال ۱۳۲۹ به درجه سرهنگی رسید. در این درجه مدتی رئیس ستاد لشکر خوزستان شد. از دیگر مشاغل او فرماندهی تیپ و معاونت لشکر بود.
در سال ۱۳۳۵ سرتیپ و در ۱۳۳۹ سرلشکر و در ۱۳۴۴ به درجه سپهبدی رسید. از اهم مشاغل وی فرماندهی لشکر، فرماندهی سپاه و ریاست کارگزینی ارتش بود. وی در سال ۱۳۳۹ فرمانده گارد گمرک بود.

## مشاغل سیاسی
وی برای مدت طولانی معاون پارلمانی وزارت جنگ بود. در آبان ماه ۱۳۵۷ در کابینه ارتشبد ازهاری که هم دوره تحصیلی وی بود، به‌جای تیمسار غلامعلی اویسی به وزارت کار و امور اجتماعی منصوب گردید